# Keleti katolikus egyházak
A keleti katolikus egyházak a keleti kereszténység egyik csoportja, a katolicizmus 23 autonóm (sui iuris, azaz „sajátjogú”) részegyháza, amelyek teljes közösségben állnak a római pápával és a római katolikus egyház tekintélyének engedelmeskednek. Keleti rítusú katolikus egyházaknak is nevezik őket.
A nyugati (latin rítusú) részegyháztól elsősorban a liturgikus életük (és az arra épülő lelkiségük, teológiájuk, egyházjoguk) különbözteti meg őket. A közéjük tartozó egyházak megőrzik saját hagyományaikat és rítusaikat – néha kisebb, a latin hagyomány által befolyásolt változtatásokkal –, és bizonyos szintű autonómiát és önszerveződést tartanak fenn, de egyébként elfogadják a római katolikus egyház dogmatikus tanítását. Ezen egyházak eredetét a 12. századra vezetik vissza, amikor a római katolikus egyház elkezdte magába olvasztani a különböző teológiai hagyományokkal rendelkező ortodox keresztény egyházakat. Ezen egyházak Rómával hivatalosan egyesültek 1182 és 1961 között, különböző időpontokban.
A legtöbb keleti katolikus hívő Kelet-Európában, Kelet-Afrikában, a Közel-Keleten és Indiában él. 2022-es adatok szerint a szír-malabár egyház a legnagyobb keleti katolikus egyház, ezt követi az ukrán görögkatolikus egyház. Taglétszámuk a római katolikusok mellett elenyésző; 2019-ben összesen 18 millió fő volt.

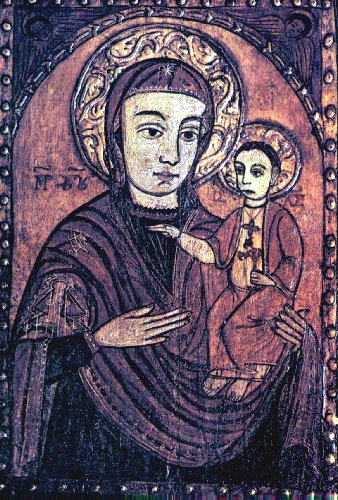
A máriapócsi „Könnyező Szűzanya”

## Történelem
A korai keresztény egyház az apostoli hagyományt megőrizve, de a helyi viszonyokhoz igazítva különböző lelkiségi, teológiai, liturgikus közösségeket alakított ki, amelyek a 4. századra egy-egy patriarchális szék köré csoportosultak. A legkorábbi időktől (pl. Antiochiai Szent Ignáctól 110 körül) vannak már arra vonatkozó adatok, hogy Róma egyházának az összes egyház között elsőbbséget tulajdonítottak, ami egyfajta tekintélyt jelentett, de természetesen itt még nem arról az egyetemes pápai hatalomról van szó, amely csak később, fokozatosan alakult ki. Ahogyan az elsőbbség egyre inkább vezetői jogok igényét is jelentette, úgy jelent meg ezekkel a törekvésekkel szemben az ellenállás is, és legfőképp ez vezetett a későbbi szakadásokhoz, amelyek idővel jelentős teológiai különbségekhez is vezettek.
A katolikus egyház is a pátriárkai székek alapján osztható két nagy csoportra, a nyugati (latin) katolikus részegyházra és a keleti katolikus egyházakra. Ez utóbbiak többsége az egyházszakadások során létrejött keleti – elsősorban ortodox és ókeleti – egyházak kis részének a nyugati egyházzal való egyesülése, uniója (latin nyelven unio) révén jött létre. Innét a sokszor használt uniátus, unitus, uniata elnevezések.
A római pápa többször tett kísérletet arra, hogy a keresztény egységet a saját egyházfősége alatt létrehozza. Az ezzel kapcsolatos legsikeresebb próbálkozás a firenzei unió megkötése volt Róma (IV. Jenő pápa) és Konstantinápoly (VIII. János császár) között 1439-ben. A zsinat résztvevői elfogadták, hogy Róma püspöke, a pápa lesz az egész keresztény egyház feje. Az egyezményhez csatlakozott az orosz egyház, az örmény egyház egy része, a koptok, a szír jakobiták és nesztoriánusok kisebb csoportjai stb. Az egység azonban röviddel a zsinat bezárása után felbomlott, az egyesülés további lépéseit megakadályozta az oszmán-török hódítás. A zsinati határozatot aláíró keletiek közül többen Rómába emigráltak, köztük volt Ióannész Bésszarion, akinek jelentős szerepe volt a görög kéziratok megmentésében, Bizáncot elfoglalták a törökök (1453), az orosz és a keleti egyházak pedig újból szakítottak Rómával, már csak azért is, mert közéjük állt, földrajzi értelemben, az Oszmán Birodalom.
A szerzetesrendi missziók (ebben a korban főként a ferencesek és domonkosok) továbbra is tettek kísérleteket a Rómától különálló keresztény közösségekkel kapcsolatos unió létrehozására. Elsőnek III. Gyula pápa (1549–1555) küldte a ferences rendet a Közel-Keletre, Moszulba. A térítő missziók arra törekedtek, hogy a keleti keresztény egyházak egyik vagy másik kisebbségi csoportjának megnyerésével újra létrehozzák a – legalább és természetszerűleg részleges – egyházszervezeti egységet Rómával. (Hatalmi szempontból – ami azonban nem tekinthető tevékenységük egyedüli és feltétlen magyarázó elvének – ez úgy is értékelhető, hogy arra törekedtek, hogy kiterjesszék Róma befolyását). A keleti egyházak szempontjából nézve ez a tevékenység szakadások létrehozásának módszerével történt. Ilyen szakadások következtek be például a nesztoriánus és jakobita egyházakban.
A hagyománybeli különbségek áthidalása többnyire oly módon sikerült, hogy mindkét részről puszta félreértésekként kezelték őket (gyakran valóban azok is voltak): az addig dogmatikai ellentmondásnak vélt különbségeket liturgikus változatoknak, a latin és a görög vagy szír nyelvi formulák (teológiailag valóban nem feltétlenül kibékíthetetlen) tartalmi különbségeit fordítási eltéréseknek minősítették. Ezzel a módszerrel a keleti katolikus részegyházak betagozódtak a Katolikus Egyházba. Átvették a katolikus egyházjogot és a teológiát, mint például az ecclesiológiát, elfogadták a pápa főségét, majd később a tévedhetetlenségét is, valamint a katolikus krisztológiát és a kegyelemtant, a katolikus morálteológiát, az áteredő bűn tanát, a purgatóriumot, vagy Szűz Mária szeplőtelen fogantatásának dogmáját is.

## Rítus (szertartásrend)
A keleti katolikus részegyházaknál öt nagy rítuscsaládot különböztethetünk meg. Ezek mindegyike a jeruzsálemi ősegyház rítusából fejlődött ki.
A kereszténység korai szakaszától egyes szociokulturális centrumok köré szerveződött. Az ezekben kikristályosodó és innen kisugárzó egyházi hagyománytípusokat öt nagy csoportra oszthatjuk. Ezek az alexandriai, antióchiai, káld, konstantinápolyi és örmény rítus. Az egyháztörténet során e tradíciókörök – az  örmény kivételével – további alcsoportokra ágaztak szét. Ez utóbbi, a helyi adottságokhoz illeszkedő szerveződési egységeket, részegyház-csoportosulásokat az idők során különböző elnevezésekkel illették. A katolikus szóhasználat az utóbbi időkig a jogi értelemben vett rítus vagy alrítus kifejezést alkalmazta rájuk. A korábban rítusoknak titulált közösségeket ma már a keleti katolikus törvénykönyv is egyházaknak (ecclesia sui iuris) nevezi. Így a rítus szó ma már nem jelöli magukat a keleti közösségeket mint olyanokat, hanem csak azok rituális jellegzetességeit.
Jelenlegi rítusok:
- az alexandriai rítushoz tartozik: a kopt  és az etióp egyház
- az antióchiai rítushoz a szír (vagy nyugati szír), a maronita, a malankár egyház
- a káld rítushoz a hasonló nevű káld egyház, melyet hagyományosan keleti szír egyháznak is neveztek, valamint a malabár egyház
- a konstantinápolyi rítus leágazásaiként ma mintegy tucatnyi egyházat tartunk számon, így a melkita, az ukrán, a  rutén, a román, a szlovák, a magyar, az  italo-albán, az albán, az orosz, a fehérorosz,  a görög, a macedón és a bolgár egyházat
- az örmény rítusból egyedül az örmény egyház alakult ki

## Liturgia
A keleti nagy rítusoknak vannak liturgiái (a bizáncinak több is), és ezeknek országok, illetve „nemzeti” egyházmegyék szerinti alváltozatai is. Tulajdonképpen minden keleti katolikus részegyháznak önálló liturgia-alváltozata van.
- Alexandriai rítus
  - Szent Márk evangélista és apostol liturgiája (kopt)
- Antióchiai rítus
  - Ifj. Szent Jakab apostol jeruzsálemi liturgiája (nyugati szír változat)
- Babilóni (káld) rítus
  - Szent Tamás apostol liturgiája (keleti szír)
- Örmény rítus
  - Világosító Szent Gergely "az örmények apostola" liturgiája (óörmény)
- Bizánci rítus
  - Ifj. Szent Jakab apostol jeruzsálemi liturgiája (bizánci változat)
  - Nagy Szent Vazul liturgiája (a Jakab-liturgiából)
  - Aranyszájú Szent János liturgiája (a Vazul-liturgiából)
  - Dialógus Szent Gergely pápa (azaz Nagy Szent Gergely) liturgiája (az előreszentelt adományok liturgiája)

## Részegyházak

Azok az országok, ahol a keleti katolikus részegyházak székhelye található (piros: bizánci szertartás, zöld: alexandriai rítus, sárga: egyéb, kék: Minden más ország, amelyre részben vagy egészben a keleti katolikus részegyházak előírásai vonatkoznak)

### Rítus szerinti csoportosítás
- Bizánci (konstantinápolyi) rítus (görögkatolikus részegyházak)
  - Albán görögkatolikus egyház (apostoli exarchátus)
  - Belarusz görögkatolikus egyház (nincs kiépült hierarchia)
  - Bolgár görögkatolikus egyház (apostoli exarchátus)
  - Görög bizánci katolikus egyház (2 ap. exarchátus: Görögország, Törökország)
  - Grúz bizánci katolikus egyház (apostoli exarchátus)
  - Italoalbán bizánci katolikus egyház (sohasem szakadt el a nyugati egyháztól; 2 püspökség + grottaferratai területi apátság)
  - Macedón bizánci katolikus egyház (apostoli exarchátus)
  - Magyar görögkatolikus egyház
  - Melkita bizánci katolikus egyház (antióchiai patriarchátus)
  - Orosz bizánci katolikus egyház (két apostoli exarchátus: Oroszország, Kína)
  - Román görögkatolikus egyház (Fogaras–gyulafehérvári görögkatolikus főegyházmegye)
  - Ruszin görögkatolikus egyház (pittsburgh-i m. érsekség; Munkácsi görögkatolikus egyházmegye, Csehországi görögkatolikus exarchátus)
  - Szlavóniai görögkatolikus egyház (Kőrösi egyházmegye és Bácskeresztúri Szent Miklós-egyházmegye)
  - Szlovákiai görögkatolikus egyház (Eperjesi görögkatolikus főegyházmegye)
  - Ukrán görögkatolikus egyház (Kijev-Halicsi főegyházmegye)
- Alexandriai rítus:
  - Kopt katolikus egyház (alexandriai patriarchátus, Egyiptom)
  - Etióp katolikus egyház (metropolita érsekség, Etiópia)
- Antióchiai (nyugati szír) rítus
  - Maronita katolikus egyház (antióchiai patriarchátus)
  - Szír katolikus egyház (antióchiai patriarchátus)
  - Szír-malankár katolikus egyház (trivandrumi nagyérsekség)
- Káld (keleti szír) rítus:
  - Káld katolikus egyház (babilóni patriarchátus)
  - Szír-malabár katolikus egyház (ernakulam-angamaly-i nagyérsekség)
- Örmény rítus:
  - Örmény katolikus egyház (kilikiai patriarchátus)

### Adminisztratív jogállás szerinti csoportosítás
Megkülönböztetjük a pátriárkai, a nagyérseki,  a metropolitai illetve az egyéb sajátjogú keleti katolikus egyházakat.
Pátriárkai egyházak:
- Káld katolikus egyház
- Maronita katolikus egyház
- Melkita bizánci katolikus egyház
- Örmény katolikus egyház
- Szír katolikus egyház
- Kopt katolikus egyház

Nagyérseki egyházak:
- Szír-malabár katolikus egyház
- Szír-malankár katolikus egyház
- Román görögkatolikus egyház
- Ukrán görögkatolikus egyház

Metropolitai egyházak:
- Etióp katolikus egyház
- Magyar görögkatolikus egyház[4]
- Ruszin görögkatolikus egyház
- Szlovákiai görögkatolikus egyház

Egyéb sajátjogú egyházak:
- Albán görögkatolikus egyház
- Belarusz görögkatolikus egyház
- Bolgár görögkatolikus egyház
- Görög bizánci katolikus egyház
- Grúz bizánci katolikus egyház
- Italoalbán bizánci katolikus egyház
- Kőrösi egyházmegye (Szlavónia)
- Macedón bizánci katolikus egyház
- Orosz bizánci katolikus egyház

## Hittételei, erkölcstana
Lásd: Katolikus egyház